# The Charlatans
The Charlatans (u SAD poznati kao The Charlatans UK) su britanski alternativni rok bend. Postavu benda čine su Tim Burdžiz (vokal), Mark Kolins (gitara), Martin Blant (bas), Toni Rodžers (klavijature), i Džon Bruks (bubnjevi i perkusije).
Bivši članovi benda bili su Džon Bejker (1989-1991), pevač Baz Ketli (1989) i klavijaturista Rob Kolins (1989-1996) koji je poginuo u saobraćajnoj nesreći tokom snimanja njihovog petog albuma.
Bend je cenjen zbog njihovog naprednog zvuka, dvosmislenih tekstova pevača Tima Burdžiza i zbog njihovog učešća u Britpop pokretu, kada su njihovi najslušaniji albumi izdati.

## Istorijat

### Fromiranje(1988-1989)
Bend je načelno osnovan od strane basiste Martina Blunta u West Midlandsu. Pridružio je bendu svoje sugrađane Roba Collinsa (klavijature), Jon Brookesa (bubnjevi), Jona Bakera (gitara) i pevača Baz Ketleya koji je uskoro zamenjen Timom Burgeesom.
Iako je ime The Charlatans korišćeno kada je početna postava benda živela u West Midlands-u , mnogi izvori ukazuju na to da je bend osnovan u Northwich-u u Chesire-u. Moguće je da se to dogodilo zato što se bend preselio u Northwich, rodni grad pevača Tima Burgeesa, pre nego što je izdat njihov debi „Indian rope“ 1990. za njihovu ličnu izdavačku kuću Dead Dead Good Records

### Rane godine(1990-1993)
Debi singl „Indian rope“ se dokazao kao indie hit i grupa je uksoro počela da radi pod jačom izdavačkom etiketom Beggars Banquet (van snimanja Situation Two) na vreme za izdavanje pesme „The only one i know“ koja je dostigla u Top 10 na UK listi singlova. Ova pesma se idalje smatra indie klasikom.
Sledeći singl „Then“ i debi album „Some friendly“ izdati su kasnije te godine. U to vreme The Charlatans su morali svom imenu da dodaju UK prilikom američke turneje jer je pre njih postojao u Americi postojao istoimeni rok bend iz 60-ih. 
Baker je napustio bend 1991. posle singla „Over Rising“ i zamenjen je Mark Collins-om. Tada je bend započeo i saradnju sa poznatim producentom Flood-om sa kojim su radili svoj drugi album „Between 10th and 11th“. Izdat 1992. album nije uspeo da dostigne top 20 u UK ali svejedno singl „Weirdo“ je to postigao što im je održalo pažnju javnosti.
Kasnije te godine bend se susreo sa još jednim problemom. Naime, Rob Collins je optužen za oružanu pljačku pošto je njegov prijatelj opljačkao radnju sa alkoholnim pićima dok ga je ovaj čekao u kolima. Collins se se na sudu izjasnio da nije bio umešan u pljačku i priznao da je pogrešio što je posle pljačke odvezao svog prijatelja. Na sudu je optužen za „saučešće u pljačci“ i dobio je kaznu od četiri meseca zatvora.

### Preporod(1994-1997)
Album koji je usledio „Up to our hips“ (1994) zauzeo je osmo mesto na UK listi singlova. 1995. četvrti album, koji nosi ime benda, otvorio im je ponovo put ka uspehu a singl „Just When You're Thinkin' Things Over“ je našao svoje mesto na top 20 UK listi singlova. I kada je sve delovalo u redu u vezi sa bendom, klavijaturista Rob Collins je poginuo u saobraćajnoj nesreći koja se dogodila tokom snimanja album „Tellin’ Stories“ 21. jula 1996. The Charlatans su odlučili da nastave rad sa Martinom Duffyjem, klavijaturistom Primal Scream-a koji je nekad sviro i u grupi Felt. „Tellin’ Stories“ je izdat 1997. i sadržao je doprinos Roba Collinsa kao i Martina Duffy-ja. Singlovi "One to Another", "North Country Boy" i "How High" su postali dotadašnji najveći hitovi ove grupe u UK.

## Nova izdavačka kuća/Novi klavijaturista (1998-2004)
Nakon izdavanja kompilacije „Melting Pot“ ugovor sa izdavačkom etiketom „Beggars Banquet“ je istekao i bend prelazi u „Universal Records“. Burgees je izjavio da su odnosi sa „Beggars Banquet“-om ostali dobri i da je bend uživao u saradnji sa nezavisnom izdavačkom kućom ali da za osam godina nisu postigli skoro nikakvu zaradu. 
Album „Us and us only“ predstavlja početak nove ere za The Charlatns. Prvo izdanje za Universal sa novim klavijaturistom Tony Rogers-om je bendu doneo prizvuk country muzike pod uticajem ljubavi Tima Bugrees-a prema muzici Boba Dylana. Naredni album „Wonderland“ na kom se oseća uticaj soul-a je izdat 2004. Konačno, 2004. je usledio album „Up at the Lake“ koji je više ličio na tradicionalni zvuk Charlatnsa.

## Godine u Sanctuary Records-U (2005-2007)
Bend je izdao svoj deveti album 10. aprila 2006. prvi za Sanctuary records. Nazvan „Simpatico“ album je imao primese reggae-a i dub-a a omiljene pesme fanova sa ovog albuma bile su "NYC (There's No Need to Stop)", i prvi singl „Blackned Blue Eyes“ koje je producirao Jim Lowe. Album je dostigao top 10 u prvoj nedelji posle izdavanja ali je ubrzo njegovo mesto na top listama opalo.

## Ponovo na netzavisnoj etiketi (od 2008. do sad)
U oktobru 2007. izdat je novi sing „You cross my path“ koji je mogao besplatno da se daunluoduje na sajtu XFM. Istoimeni album dobio je svoje fizičko CD/LP izdanje u maju 2008. za izdavačku kuću Cooking Vinyl.

## Diskografija
- (1990)
- (1992)
- (1994)
- (1995)
- (1997)
- (1999)
- (2001)
- (2004)
- (2006)
- (2008)